# Peter Moore (Radsportler)
Peter Moore (* 24. Juli 2001 in Saint Paul) ist ein US-amerikanischer Radsportler, der Rennen auf Bahn und Straße bestreitet.

## Sportlicher Werdegang
Peter Moore begann im Alter von acht Jahren mit dem Bahnradsport und im Alter von zwölf Jahren mit dem Straßenradsport. Als Junior wurde er sieben Mal nationaler Meister, 2018 und 2019 startete er bei Junioren-Bahnweltmeisterschaften. Von 2013 bis 2020 bestritt er Wettbewerbe im Skilanglauf, zunächst für seine High School, später für das Bowdoin College. In seinem ersten dortigen Jahr war er der jüngste Skifahrer in den USA, der sich für die NCAA-Meisterschaften. Als er im März 2020 seine Wettkampfkarriere im Skilanglauf beendete, war er drittbester männlicher US-Skifahrer des Jahrgangs 2001.
2021 fuhr Moore für das U23-Team von ag2r und bestritt erste Straßenrennen in Europa. In der Saison 2022 legte er seinen Schwerpunkt auf die Bahn, hatte gute Platzierungen bei UCI-Rennen der Kategorie CL1 und belegte beim Lauf des Nations’ Cup in Cali den fünften Platz im Omnium. 2023 startete er erstmals bei einem Sechstagerennen.
2024 wurde Moore bei den Panamerikanischen Bahnmeisterschaften in Carson zweifacher kontinentaler Meister: im Punktefahren und mit Grant Koontz im Zweier-Mannschaftsfahren.

## Diverses
Peter Moore studiert integrative Biologie am Bowdoin College in Brunswick, Maine.

## Erfolge
2018
- US-amerikanischer Junioren-Meister – Mannschaftsverfolgung (mit Gregorino Cordasco, Billy Taylor und Jacob Waters)

2019
- US-amerikanischer Junioren-Meister – Omnium

2024
- Panamerikameister – Punktefahren, Zweier-Mannschaftsfahren (mit Grant Koontz)

2025
- Panamerikameister – Omnium, Mannschaftsverfolgung (mit Brendan Rhim, Anders Johnson, David Domonoske und Sean Christiansen)